# Lago Glattalpsee
O Lago Glattalpsee É um lago localizado próximo à cidade de Glattalp e a Bisisthal, no município de Muotathal, Cantão de Schwyz, na Suíça. A sua superfície é de 0,39 km².